# Marka duńska
Marka duńska (duń. mark penninge) – dawna waluta duńska używana do 1873 roku.
Pierwsze duńskie monety (fenigi) zaczęto bić w X wieku. Główną jednostką wagi w ówczesnej Danii, której użyto do bicia monet, była marka (ważąca 216 gramów). Ponieważ z jednej marki wybijano określoną ilość fenigów, marka, podobnie jak polska grzywna, stała się jednostką walutową.
Za panowania Kanuta Wielkiego (1018–1035) obowiązywała stopa mennicza, według której z jednej marki wybijano 240 fenigów. W 1282 roku marka fenigów zawierała już tylko 1/5 marki czystego srebra (czyli około 43 gramy).
Od połowy XIV wieku fenigi zaczęto bić z miedzi, natomiast ze srebra bito witeny, szylingi i szóstaki. Za panowania królowej Małgorzaty I ustalił się system, w którym marka była równa 192 fenigi, 48 witenów lub 16 szylingów. Marka jako moneta pojawiła się w 1523 roku – zawierała wówczas 9.15 gramów czystego srebra.
Na skutek dewaluacji z 1535 roku w 1541 przeprowadzono w Danii reformę walutową, według której marka zawierała 8.68 gramów czystego srebra. W obowiązującym wtedy systemie marka była równa 1/3 talara (rigsdaler) i dzieliła się na 16 szylingów, 48 witenów lub 192 fenigi. W 1554 roku nie naruszając relacji między monetami, zwartość srebra w marce została nieco obniżona. Dalsza dewaluacja marki sprawiła, że w 1564 roku marka stanowiła już 1/4 duńskiego talara. Po roku 1575 doszło do dalszej dewaluacji, którą zakończyła ordynacja z 1582 roku, na mocy której marka zawierająca już tylko 5.89 gramów srebra stanowiła 1/4 talara i tak jak poprzednio dzieliła się na 16 szylingów, 48 witenów lub 192 fenigi.
Na podstawie kolejnej ordynacji menniczej z 1602 roku wybijano marki w dwóch wersjach – grube marki (grov mark) o masie 9.35 gramów i próbie srebra 9 i 1/9 łuta oraz lekkie marki (fin mark) ważące 6.15 gramów, próby 14 i 2/9 łuta. W obu przypadkach zawartość srebra w marce wynosiła około 5.5 gramów. Marka dzieliła się na 16 szylingów, 32 szóstaki, 48 witenów, 96 blafertów lub 192 fenigi.
Na skutek dalszej dewaluacji zawartość srebra w marce spadła w 1608 roku do około 4.98 gramów. Po dalszej dewaluacji i reformie z 1625 roku marka zawierała 3.744 gramy czystego srebra. System z 1625 roku utrzymywał się długo, jednak pod koniec XVII wieku i na początku XVIII wieku doszło do kolejnych dewaluacji. Choć spadek wartości w tym okresie dotyczył głównie pieniądza papierowego, także w bitych monetach obniżyła się zawartość srebra, toteż w 1746 roku marka zawierała 3.44 gramów czystego srebra.
Zniszczenia wojenne spowodowane wojnami napoleońskimi doprowadziły do dalszego spadku wartości duńskiej waluty, dlatego w 1813 roku marka stanowiła 1/12 bitego talara duńskiego (rigsdaler in specie) i zawierała około 2.11 gramów srebra. Dalsza dewaluacja obniżyła zawartość srebra w marce do około 1.49 grama w 1863 roku. Jeszcze bardziej duńskim systemem walutowym wstrząsnęła przegrana wojna z Prusami w 1864 roku. Przystąpienie Danii do Skandynawskiej Unii Monetarnej w 1873 oznaczało ostateczny koniec stosowanego dotąd systemu walutowego w Danii, a w konsekwencji koniec marki duńskiej.